# Sint-Gertrudiskerk (Hamburg-Uhlenhorst)
De Sint-Gertrudiskerk (Duits: St.- Gertrud-Kirche) is een protestants-lutherse kerk in Uhlenhorst, een stadsdeel van Hamburg. Het neogotische bouwwerk werd ontworpen door de architect Johannes Otzen.

## Geschiedenis

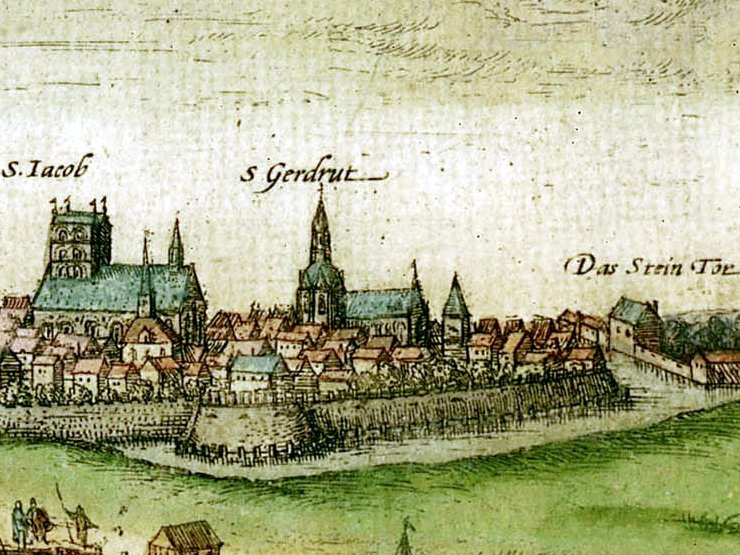
De kapel op een historische afbeelding van Frans Hogenberg uit 1527

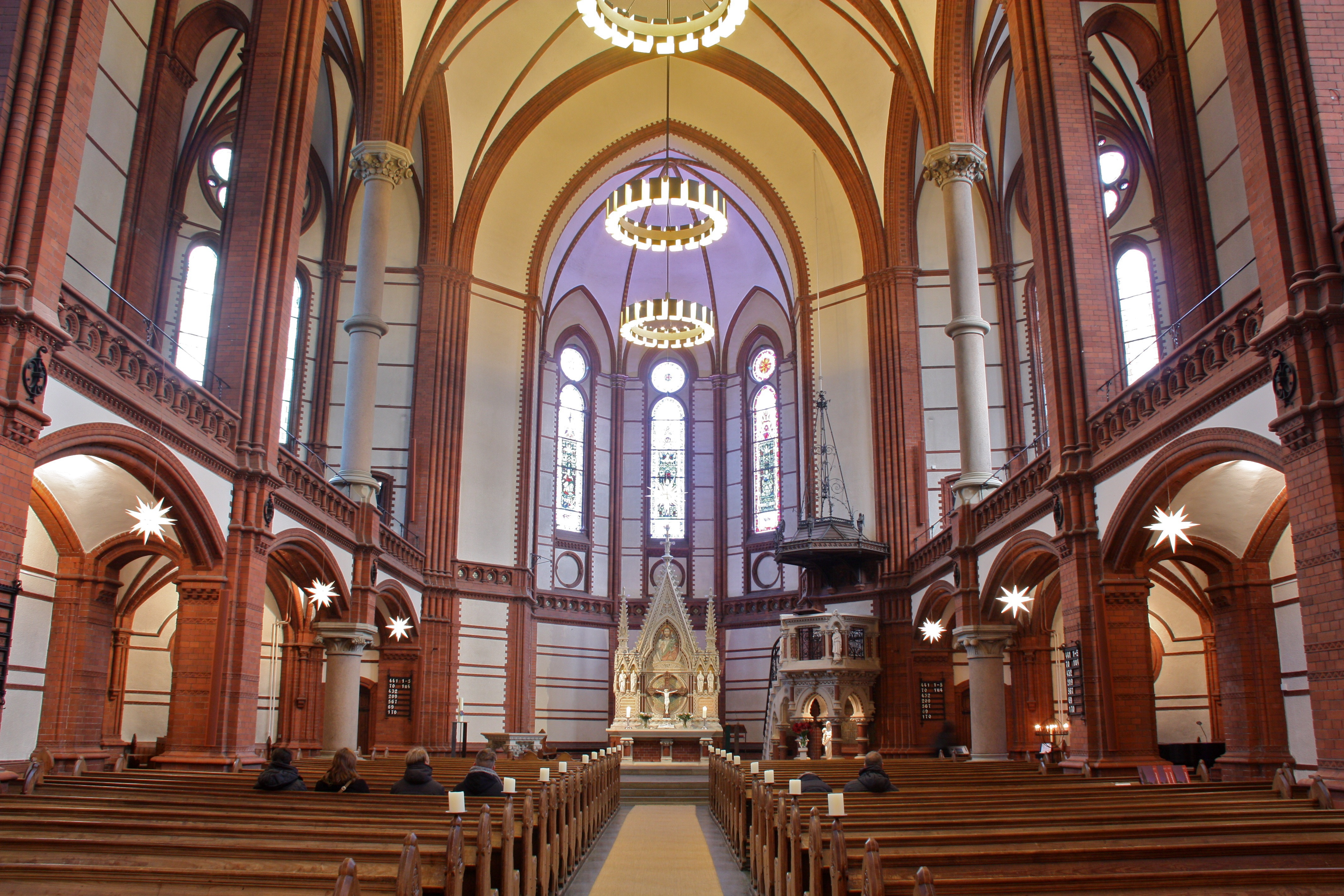
Interieur richting koor

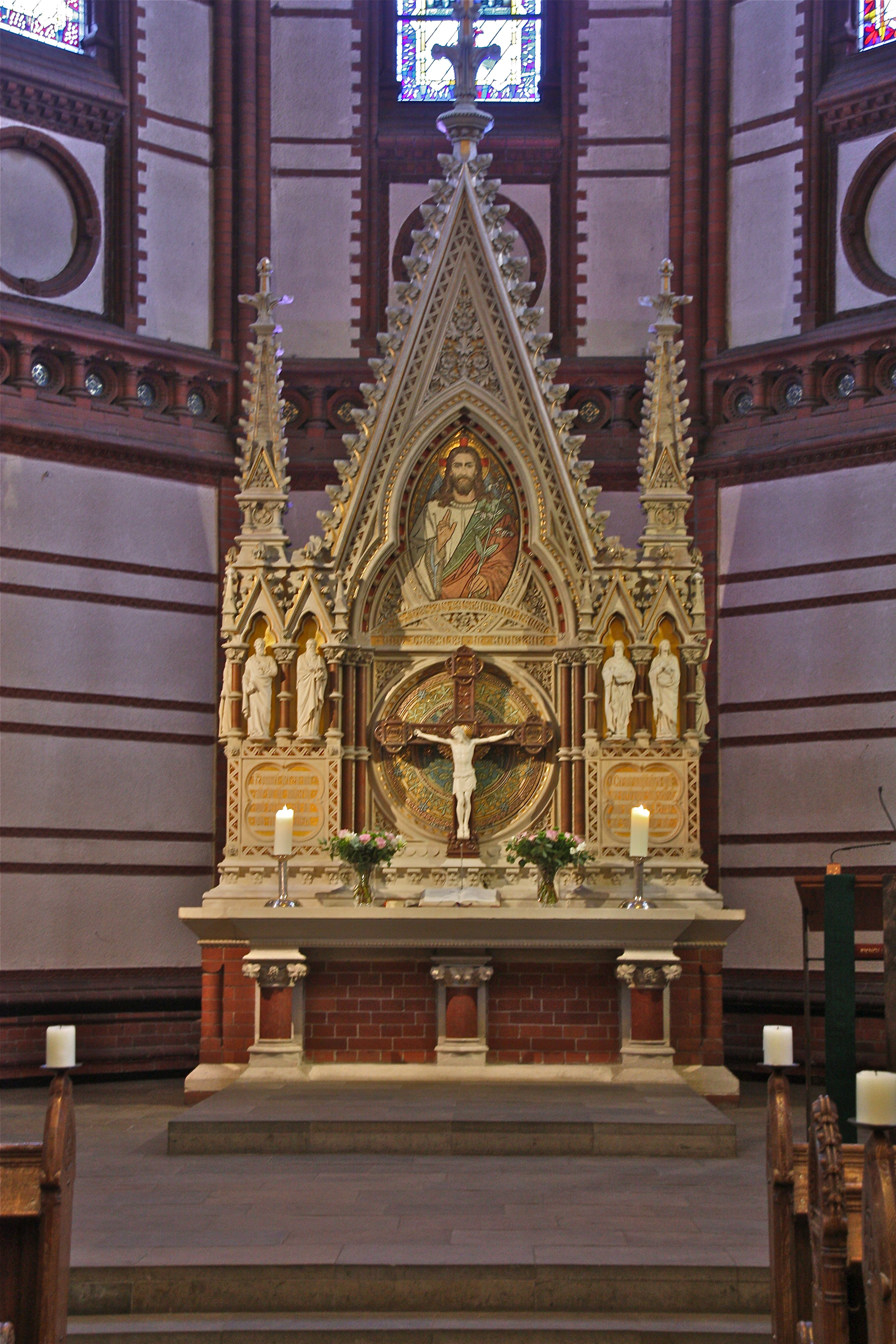
Hoogaltaar

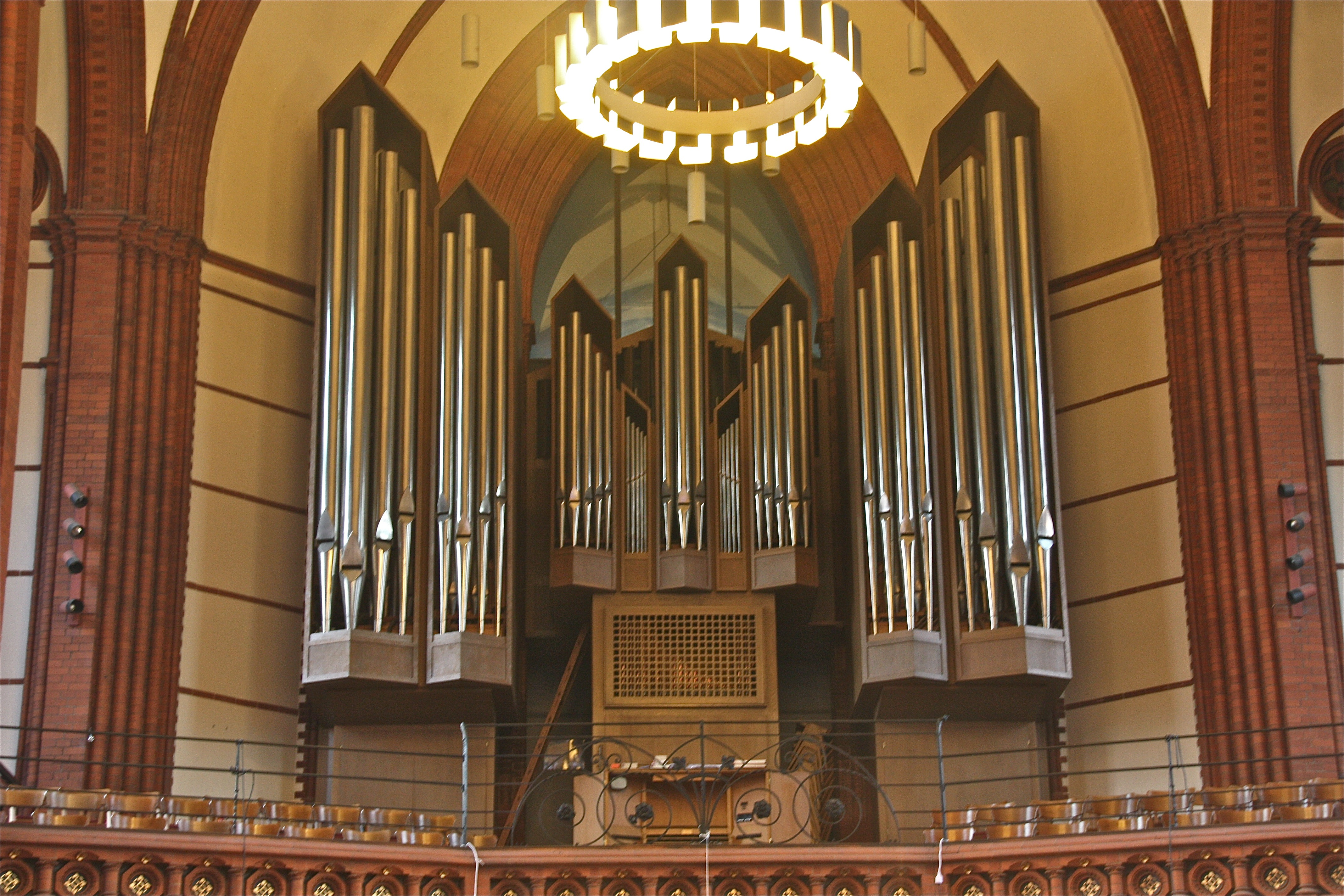
Orgel

De huidige kerk verving een oudere Gertrudiskapel uit 1580 op een andere plaats die tijdens de grote brand in 1842 verwoest werd.
Voor het werk aan de kerk werd de Holsteinse architect Johannes Otzen gecontracteerd, die toen al naam maakte met de bouw van meerdere kerken en een van de meest actieve architecten van zijn tijd was. De bouwwerkzaamheden duurden van 1882 tot 1885 en de wijding van de kerk vond in 1886 plaats.
Otzen ontwierp een neogotische hallenkerk van baksteen met plaats voor 1150 gelovigen. Bij de bouw van de kerk met haar 88 meter hoge toren werden 460 verschillende soorten rode, gele en groene geglazuurde stenen gebruikt. Opvallend is het gebruik van koper om bouwdetails te laten accentueren met de rode baksteen.
Johannes Otzen ontwierp ook het altaar, de kansel, het doopvont en het gestoelte. De Gertrudiskerk geldt als een van de mooiste kerkgebouwen van Otzen en is een geslaagd voorbeeld van neogotische architectuur.

#### Tweede Wereldoorlog
In de Tweede Wereldoorlog leed het gebouw door de bombardementen amper schade, terwijl de omliggende gebouwen door de ontploffing en het vuur van de bommen totaal waren beschadigd. Wel werden de prachtige vensters van het koor vernietigd. Vochtigheid, kou en wind zorgden voor vervolgschade. Ook het orgel moest worden vervangen. Een deel van de huidige vensters werden oorspronkelijk voor de Sint-Nicolaaskerk gemaakt. Daar werden ze in verband met de oorlog zekerheidshalve verwijderd en opgeslagen. Na de vernietiging van de Nicolaaskerk werden de vensters in de Sint-Gertrudiskerk geplaatst.

#### Herstel
De kerk werd in juni 1945 weer in gebruik genomen. De verwoeste vensters van de kerk werden in de zomer en herfst van 1947 met wit kathedraalglas voorzien. Het zwaar beschadigde stucwerk werd in 1957 en het orgel in 1967 vervangen.
De kerktoren werd in 1964 en 1983 gerenoveerd. In verband met scheuren in het metselwerk volgde in de jaren 2011-2012 een renovatie van de torens. Omdat er in de kerktoren regelmatig torenvalken nestelen en men de jonge vogels de gelegenheid wilde geven uit te vliegen liep de renovatie vertraging op.

## Inrichting

#### Altaar, kansel en doopvont
De altaaropzet wordt gevormd door een spitsvormige gevel. In de kleinere nissen bevinden zich beelden van Abraham, Petrus, Paulus, Jacobus, Johannes de Evangelist en Johannes de Doper. In het midden bevindt zich de gekruisigde Christus, daarboven de verrezen Christus.
Boven de kuip van de kansel hangt het klankbord. Op het klankbord staan vier houtgesneden engelen, die de deugden wijsheid, matiging, moed en rechtschapenheid voorstellen. De kuip is versierd met reliëfs van kalksteen die een luisterende Maria en een dienende Maria voorstellen.

#### Vensters
De kerkvensters uit de naoorlogse tijd werd later door abstracte, mozaïekachtige vensters van Werner Bunz vervangen. De koorvensters stammen uit de Nicolaaskerk, die in de Tweede Wereldoorlog verwoest werd. Ze lagen in de oorlog ter bescherming in de gewelven van de Sint-Michaëlskerk opgeslagen. Van links naar rechts tonen de koorvensters: Noach met de ark, Isaï, de profeet Jesaja, koning David met de harp en ten slotte rechts Mozes met de tafelen.

#### Orgel
Het orgel is een werk van de orgelbouwer Alfred Führer (Wilhelmshaven) uit 1967 gebouwd. Het instrument bezit 37 registers verdeeld over drie manualen en pedaal. De speeltracturen zijn mechanisch, de registertracturen elektrisch.

#### Klokken en toren
Boven de 88 meter hoge toren bevindt zich een 5 meter hoog kruis met een lelie. De torenklok heeft een doorsnee van 3,20 meter en de lengte van de wijzers bedragen 1,6 resp. 1,4 meter.
De drie klokken dragen de namen Jezus, Paulus en Luther en werden geschonken door de gemeente van de Drie-eenheidskerk in Hamburg-St. Georg. Op de oorspronkelijke klokken werd op 27 april 1917 beslag gelegd ten behoeve van oorlogsdoeleinden. Ter vervanging werden er op 9 juli 1922 nieuwe stalen klokken van de firma Schilling & Lattermann uit Apolda ingewijd. De oude kleine bronzen klok ging naar de Sint-Petruskerk. In de Tweede Wereldoorlog bleven de klokken hangen. Sinds 1935 worden de klokken elektrisch geluid.